# Moisés Paniagua
Moisés Paniagua Leaño (Tarija, 16 agosto 2007) è un calciatore boliviano, attaccante dell'Always Ready e della nazionale boliviana.

## Biografia
È fratello minore di Emanuel, a sua volta calciatore professionista.

## Caratteristiche tecniche
Centravanti molto rapido, può giocare anche largo sulla fascia.

## Carriera

### Club
Paniagua è entrato a far parte del settore giovanile dell'Always Ready nel maggio del 2022, dopo essersi messo in mostra con una formazione locale. Il 19 ottobre dello stesso anno ha debuttato in prima squadra nel secondo tempo dell'incontro di Liga del Fútbol Profesional Boliviano contro il Royal Pari ed al minuto 87 ha segnato il gol del definitivo 1-1 diventando, a 15 anni e 64 giorni, il più giovane marcatore nella storia della Bolivia.

### Nazionale
Ha giocato con la Bolivia Under-17.
Nel gennaio del 2025 è stato convocato dalla nazionale giovanile boliviana Under-20 per partecipare al campionato sudamericano di categoria, dove ha disputato 4 incontri.
Ha debuttato con la nazionale maggiore boliviana il 21 marzo 2025 nell'incontro di qualificazione per il campionato mondiale 2026 perso 3-1 contro il Perù.

## Statistiche

### Presenze e reti nei club
Statistiche aggiornate al 29 aprile 2025.
| Stagione        | Squadra         | Campionato      | Campionato | Campionato | Coppe nazionali | Coppe nazionali | Coppe nazionali | Coppe continentali | Coppe continentali | Coppe continentali | Altre coppe | Altre coppe | Altre coppe | Totale | Totale | Totale |
| Stagione        | Squadra         | Comp            | Pres       | Reti       | Comp            | Pres            | Reti            | Comp               | Pres               | Reti               | Comp        | Pres        | Reti        | Pres   | Reti   |        |
| --------------- | --------------- | --------------- | ---------- | ---------- | --------------- | --------------- | --------------- | ------------------ | ------------------ | ------------------ | ----------- | ----------- | ----------- | ------ | ------ | ------ |
| 2022            | Always Ready    | PD              | 1          | 1          | -               | -               | -               |                    | -                  | -                  |             | -           | -           | 1      | 1      |        |
| 2023            | Always Ready    | PD              | 23         | 3          | CdL             | 10              | 0               | CL                 | 1                  | 0                  | -           | -           | -           | 34     | 3      |        |
| 2024            | Always Ready    | PD              | 27         | 2          | -               | -               | -               | CL+CS              | 4+4                | 1+0                | -           | -           | -           | 35     | 3      |        |
| 2025            | Always Ready    | PD              | 5          | 0          |                 | -               | -               | -                  | -                  | -                  | -           | -           | -           | 5      | 0      |        |
| Totale carriera | Totale carriera | Totale carriera | 56         | 6          |                 | 10              | 0               |                    | 9                  | 1                  |             | -           | -           | 75     | 7      |        |

### Cronologia presenze e reti in nazionale
| Cronologia completa delle presenze e delle reti in nazionale ― Bolivia | Cronologia completa delle presenze e delle reti in nazionale ― Bolivia | Cronologia completa delle presenze e delle reti in nazionale ― Bolivia | Cronologia completa delle presenze e delle reti in nazionale ― Bolivia | Cronologia completa delle presenze e delle reti in nazionale ― Bolivia | Cronologia completa delle presenze e delle reti in nazionale ― Bolivia | Cronologia completa delle presenze e delle reti in nazionale ― Bolivia | Cronologia completa delle presenze e delle reti in nazionale ― Bolivia |
| Data                                                                   | Città                                                                  | In casa                                                                | Risultato                                                              | Ospiti                                                                 | Competizione                                                           | Reti                                                                   | Note                                                                   |
| ---------------------------------------------------------------------- | ---------------------------------------------------------------------- | ---------------------------------------------------------------------- | ---------------------------------------------------------------------- | ---------------------------------------------------------------------- | ---------------------------------------------------------------------- | ---------------------------------------------------------------------- | ---------------------------------------------------------------------- |
| 20-3-2025                                                              | Lima                                                                   | Perù                                                                   | 3 – 1                                                                  | Bolivia                                                                | Qual. Mondiali 2026                                                    | -                                                                      | 87’                                                                    |
| 25-3-2025                                                              | El Alto                                                                | Bolivia                                                                | 0 – 0                                                                  | Uruguay                                                                | Qual. Mondiali 2026                                                    | -                                                                      | 46’                                                                    |
| 6-6-2025                                                               | Maturín                                                                | Venezuela                                                              | 2 – 0                                                                  | Bolivia                                                                | Qual. Mondiali 2026                                                    | -                                                                      | 68’                                                                    |
| Totale                                                                 |                                                                        | Presenze                                                               | 3                                                                      |                                                                        | Reti                                                                   | 0                                                                      |                                                                        |